# صلع

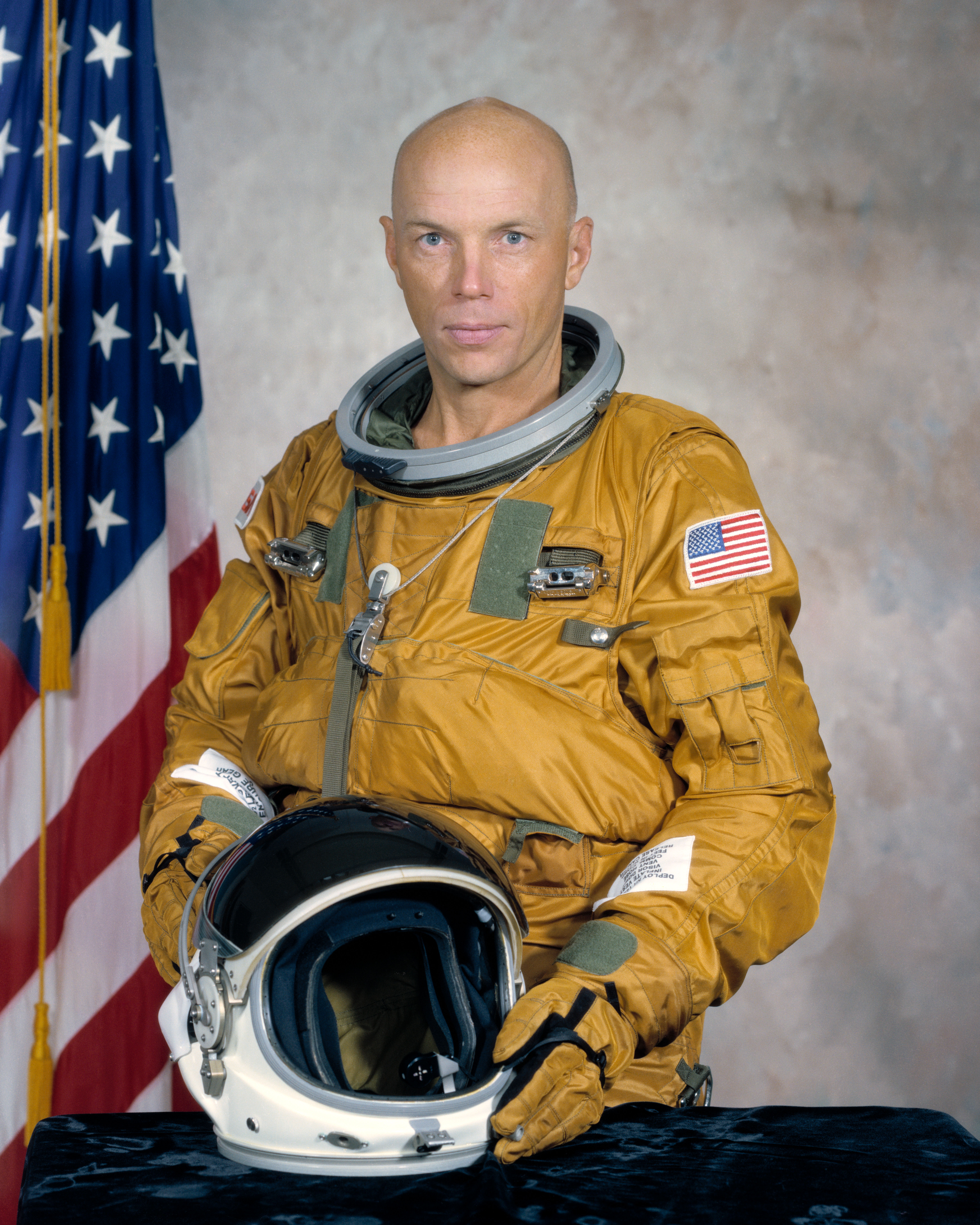
رائد الفضاء المتقاعد ستوري مسغريف

الصلع (بالإنجليزية: Baldness) هو ظاهرة أو مرض تصيب الذكور عادةً، وقد يصيب بعض الإناث أيضاً، ويتمثّل بفقدان متدرج للشعر. تشير بعض الدراسات إلى أن العامل المسبب لفقدان الشعر هو الإفراز الزائد لهرمون الذكورة (التستسترون: تستوستيرون)، أو بصفةٍ أدق حساسية جذور الشعر المفرطة لمادة الـ DHT التي تدخل في تنظيم إفرازات التستوسترون. هذا النوع من فقدان الشعر يكون دائما جينياً، حيث تورث الحساسية المفرطة ضد الـ DHT من الآباء إلى الأبناء. كما يزداد احتمال فقدان الشعر أو الصلع لدى الأشخاص كلما تقدّموا بالعمر، حيث تشير إحدى الدراسات التي أجريت في أستراليا إلى أن 57% من النساء و 73.5% من الرجال بعد عمر الثمانين يصابون بتساقط الشعر. وفي عمر 35 يعاني 4 رجال من أصل 10 من الصلع. ومن الجدير بالذكر أن نسبة تساقط الشعر أو الصلع تختلف من عرقٍ لآخر باختلاف الجينات المحفّزة له. وهناك نوع آخر من تساقط الشعر يحدث عادةً لدى مرضى السرطان بسبب تعرضهم للإشعاعات أثناء العلاج وهذا النوع يختلف تماما عن النوع الأول.

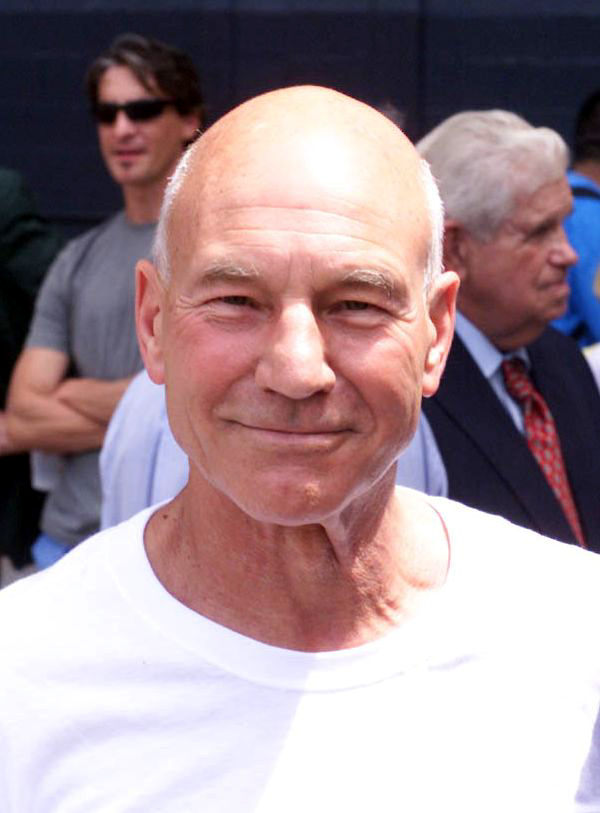
الممثل البريطاني باتريك ستيوارت

## أسباب الصلع
- زيادة هرمونات الذكورة
- وجود الجينات الوراثية للصلع
- الإصابة بأمراض مثل الثعلبة والملاريا
- الضغط العصبي
- سوء التغذية
- العدوى الفطرية والبكتيرية لفروة الرأس
- المياه المالحة عند ملامستها لفروة الرأس

## علاج الصلع

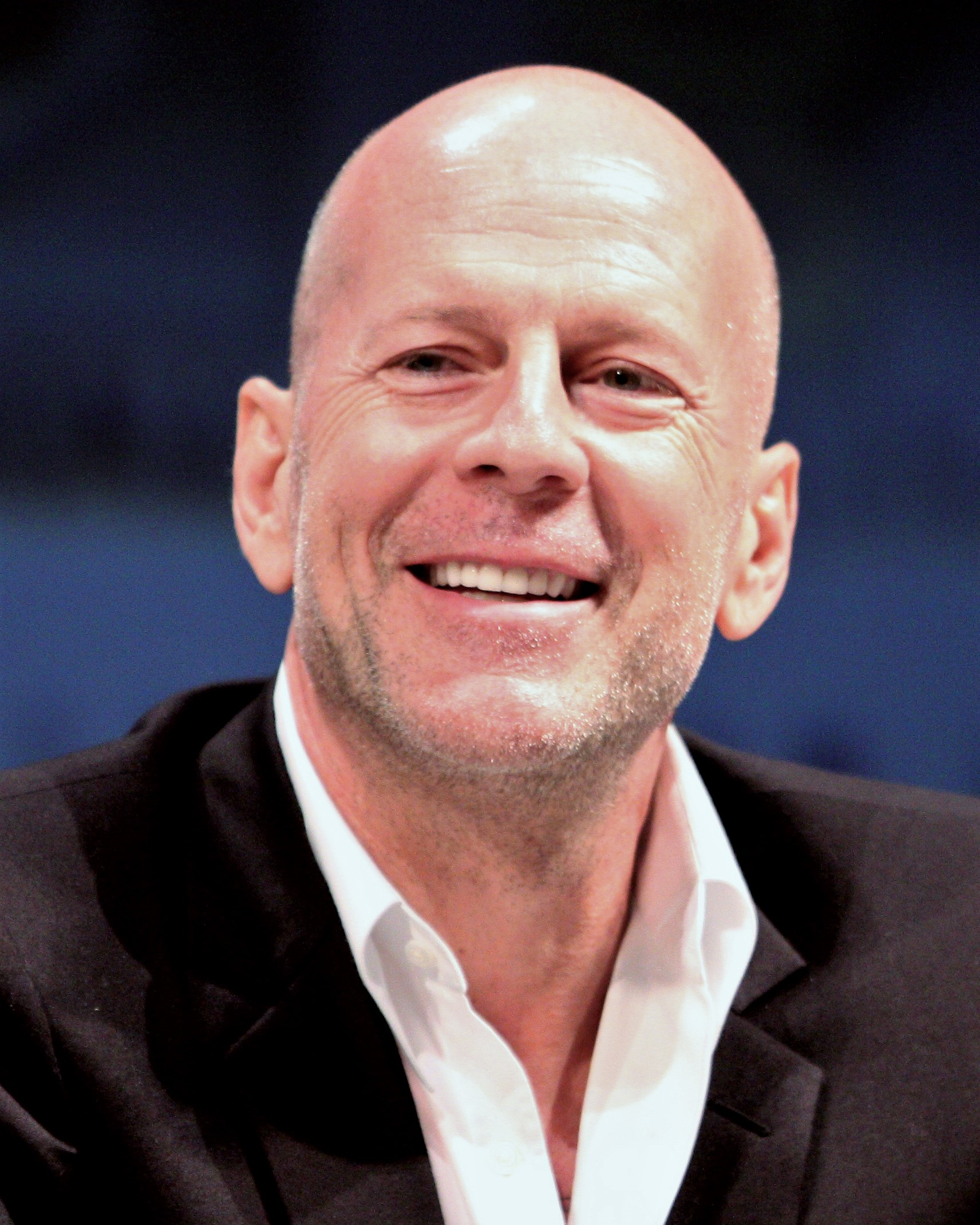
الممثل الأمريكي بروس ويليس مصاب بالصلع

لا توجد إلى يومنا هذا أدوية لشفاء تساقط الشعر وعلاج الصلع المورث جينيا (الأندروجيني) إلا أنه هناك دراسات أدت إلى أدوية تعطي نسبة معقولة من النجاح في إيقاف تساقط الشعر مؤقتا وليست علاج بشكل دائم وإن كانت لا تنجح في كل الحالات. بعض هذه الأدوية تلعب على الحد من إنتاج ال DHT وبذلك الحد من تساقط الشعر. من هذه الأدوية ما يؤخذ على شكل حبوب مثل:
- دواء فيناستيرايد (بروبيشيا Propecia أو بروسكار Proscar) حيث يعمل على حصر إنزيم (5-alpha reductase) الذي يعمل على الحد من إفراز هرمون الذكورة ويحول التستوستيرون لشكله المرجع الفعال في فروة الرأس[2] عيوب هذه الدواء أنه يتسبب بأعراض جانبية غير مرغوب بها: الأعراض الجانبية الشائعة هي الدوخة، والتشويش والقشعريرة.[3] أما الأعراض الأقل شيوعا أنه قد يتسبب في العقم وتشوه الخلايا المنوية وتثدي الرجال والصوت الانثوي وحساسية الأسنان، وظيفة هذا الدواء هو إيقاف تساقط الشعر فقط ولا يمكن انبات الشعر أو إعادة نمو الشعر المتساقط عبر تعاطيه، وتمنع النساء من تعاطيه لعدة أسباب حيث أنه يتسبب بتشوه الجنين.

يوجد بخاخات أو أدوية يتم تدليكها على الراس مثل:
- بخاخ المينوكسيديل:[2] هو إحدى العلاجات الوحيدة المعترف بها على انه تعالج الصلع وتمنع تساقط الشعر، يقوم هذه البخاخ بتنشيط الدورة الدموية في فروة الراس مما يتسبب في ايقاف تساقط الشعر وزيادة سماكة الشعر ونمو الشعر المطمور وعند التوقف عن استعمال هذه البخاخ يعود الشعر للتساقط ومن الاعراض الجانبية المحتملة إفراز كميات مفرطة من القشرة ونمو شعر على كافة انحاء الجسم ومن المحتمل أن يزيد رقعة تساقط الشعر عن ذي قبل في حاله التوقف عن الدواء وقد يؤدي للصلع الكلي أعلى الراس في حالة التوقف.
- شامبو نيزورال: هو بالاصل علاج فعال لقشرة الرأس ويستعمل لمدة 5 دقائق مرتين في الاسبوع فقط، تقول عدة ابحاث ان هذه الشامبو يساهم في علاج الصلع وتساقط الشعر عبر تعطيل ال DHT في فروة الراس ويعتبر هذه الشامبو رخيص الثمن مقارنة بالمينوكسيديل لكن لا يستعمله الأطباء كعلاج للصلع.
- ماء إكليل الجبل Rosemary : تقول عدة أبحاث ودراسات أن نبته روزماري تنشيط الدورة الدموية في فروة الراس وأن لها نفس مفعول المينوكسيديل في علاج الصلع والفرق أن نبته روزماري مادة طبيعية، وطريقة التحضير: توضع نبته روزماري في وعاء فيه ماء ويغلى الماء 10 دقائق وبعد ذلك يوضع الماء في بخاخ ويرش على الشعر بعد غسل الرأس يوميا.
- حقن البلازما في فروة الرأس: يؤخذ دم الشخص ويتم تدويره في جهاز ومن يتم ثم حقنه في فروة الرأس
- تدليك فروة الرأس بشكل يومي واتباع حمية غذائية غنية وعدم غسل الرأس يوميا

ويوجد طرق جراحية للصلع الوراثي مثل:
- العلاج بالتدخل الجراحي (عملية زراعة الشعر) معنى زراعة الشعر: هو إجراء عدة عمليات جراحية يتم من خلالها قص قطعة من فروة الراس وانتزاع منها بصيلات شعر أو انتزاع بصيلات شعر بشكل مباشر من خلف فروة الرأس أو من الجانبين، وتزرع البصيلات في المناطق التي يقل فيها الشعر أو المناطق الصلعاء مثل الجبين ومنتصف الرأس، في معظم الحالات يتم إجراء عملية جراحية واحدة أو اثنتين فقط ونتائجها تكون 50/50 يحتمل أن تفشل عمليات الزرع ويحتمل أن تنجح ويحتمل أن يتساقط جميع الشعر المزروع بعد عده سنوات، عادة يصف الطبيب الجراح أدوية مدى الحياة مثل بروبيشيا وبخاخ المينوكسيديل من أجل مساعدة بصيلات الشعر المزروع على النمو والبقاء حيه، من عيوب عمليات زرع الشعر أنه مكلف مالياً مقارنة بالطرق الأخرى ويحتمل أيضا أن يتساقط جميع أو أغلبية الشعر المزروع بعد فترة زمنية معينة ويتحمل أيضا إحداث ضرر عصبي ولا تعبر عمليات زرع الشعر اختيار مستحب.

وهناك دراسات جديدة قام بها باحثون لدى جامعة بنسلفانيا في استخدام الخلايا الجذعية لمعالجة قلة شعر الرأس، على الأقل عند الفئران، وأضاف الباحثون أن استخدام الخلايا الجذعية في إعادة تجديد جريبات الشعر الناقصة أو المتموتة يعد طريقة ممكنة للحد من فقدان الشعر، لكن يصعب إيجاد عدد مناسب من الخلايا الجذعية المولدة لجريبات الشعر، خصوصاً خلايا الأنسجة التي تغطي سطح البدن والمسماة بالظهارة. لكن، تشير هذه النتائج إلى احتمال تحقيق هذا الأمر.
أل كرانل الذي يحتوي على مواد هرمونية تؤثر عن طريق جلدة الشعر كما أن هذا الدواء موجود في نسخة تحتوي على كورتيزون في حالة تصاحب سقوط الشعر مع التهابات في الجلدة الشعرية. هناك بعض الادوية في الطب الصيني وأهمها 101 (Hair Tonic 101) وهو عبارة عن سائل يدهن به المنطقة المصابة بالصلع. ومن هذه الأدوية المكمل الغذائي تي آر أكس 2 الذي يعمل على تنشيط قنوات البوتاسيوم